# Lagtävlingen i hoppning i ridsport vid olympiska sommarspelen 1972
Lagtävlingen i hoppning i ridsport vid olympiska sommarspelen 1972 var en av sex ridsportgrenar som avgjordes under de olympiska sommarspelen 1972. 

## Medaljörer
| Event | Guld                                                                            | Silver                                                          | Brons                                                                        |
| Lag   | Västtyskland Fritz Ligges Gerhard Wiltfang Hartwig Steenken Hans Günter Winkler | USA Neal Shapiro William Steinkraus Kathryn Kusner Frank Chapot | Italien Graziano Mancienelli Vittorio Orlandi Raimondo d’Inzeo Piero d’Inzeo |

## Resultat
| Placering | Ryttare                                                                      | Nation         | Hästar                                          | 1:a omgångens fel       | Totalt | 2:a omgångens fel       | Totalt | Totalfel |
| --------- | ---------------------------------------------------------------------------- | -------------- | ----------------------------------------------- | ----------------------- | ------ | ----------------------- | ------ | -------- |
| 1         | Fritz Ligges Gerhard Wiltfang Hartwig Steenken Hans Günter Winkler           | Västtyskland   | Robin Askan Simona Torphy                       | 4,00 8,00 4,00 8,00     | 16,00  | 4,00 8,00 8,00          | 16,00  | 32,00    |
| 2         | William Steinkraus Neal Shapiro Kathryn Kusner Frank Chapot                  | USA            | Main Spring Slooopy Fleet Apple White Lightning | 0,00 8,25 20,00 8,00    | 16,25  | 4,00 0,00 12,00 28,00   | 16,00  | 32,25    |
| 3         | Vittorio Orlandi Raimondo D'Inzeo Graziano Mancinelli Piero D'Inzeo          | Italien        | Fulmer Feather Fiorello Ambassador Easter Light | 4,00 8,00 20,00 87,25   | 32,00  | 4,00 4,00 8,00 48,00    | 16,00  | 48,00    |
| 4         | David Broome John Michael Saywell Harvey Smith Ann Moore                     | Storbritannien | Hideaway \|sommartime Manhattan Psalm           | 8,00 16,00 4,00 11,00   | 23,00  | 8,00 4,00 16,00 21,00   | 28,00  | 51,00    |
| 5         | Monica Bachmann-Weier Paul Weier Max Hauri Hermann van Siebenthal            | Schweiz        | Erbach Wulf Haiti Havanna Royal                 | 9,75 8,00 15,50 87,25   | 33,25  | 8,00 12,00 8,00 48,00   | 28,00  | 61,25    |
| 6         | Jim Elder Jim Day Torchy Millar Ian Millar                                   | Kanada         | Houdini Happy Fellow le Dauphin Shoeman         | 4,00 12,00 23,00 20,00  | 36,00  | 4,00 12,00 24,00        | 28,00  | 64,00    |
| 7         | Alfonso Segovia Enrique Martínez Luis Álvarez Cervera Jaime, Duque de Aveyro | Spanien        | Tic Tac Val de Loire Acorn Sunday Beau          | 4,00 7,00 12,00 67,25   | 23,00  | 15,00 12,00 16,00 48,00 | 43,00  | 66,00    |
| 8         | Hugo Arrambide Roberto Tagle Jorge Llambí Argentino Molinuevo                | Argentina      | Camalote Simple Okey Amigo Abracadabra          | 15,00 26,00 0,00 87,25  | 41,00  | 12,00 20,00 48,00 48,00 | 80,00  | 121,00   |
| 9         | Barbara Barone Américo Simonetti René Varas                                  | Chile          | Quintral Ataulfo Anahi                          | 13,00 28,00 35,25       | 76,25  |                         |        |          |
| 10        | Hubert Parot Pierre Durand, Sr. Marc Deuquet Marcel Rozier                   | Frankrike      | Tic Varin Ulpienne Sans Souci                   | 18,00 30,25 32,00 87,25 | 80,25  |                         |        |          |
| 11        | François Mathy Eric Wauters Françoise Thiry Jean Damman                      | Belgien        | Talisman Markies Hillpark Vasco de Gama         | 8,00 87,25 87,25        | 103,25 |                         |        |          |
| 12        | Marian Kozicki Stefan Grodzicki Piotr Wawryniuk Jan Kowalczyk                | Polen          | Bronz Biszka Poprad Jastarnia                   | 4,00 16,00 87,25 87,25  | 107,25 |                         |        |          |
| 13        | Vasco Ramires Carlos Campos Francisco Caldeira                               | Portugal       | Sir Dubrossais Ulla de Lancome Flipper          | 16,00 25,75 65,75       | 107,50 |                         |        |          |
| 14        | Aleksandr Nebogov Viktor Matvejev Jury Zjabrev Viktor Lisizyn                | Sovjetunionen  | Ekvador Krokhotny Grim Pental                   | 12,00 28,00 87,25 DNS   | 127,25 |                         |        |          |
| 15        | Fernando Hernández Eduardo Higareda Joaquín Pérez Elisa Pérez de las Heras   | Mexiko         | Dorian Biene Savando Askari                     | 24,25 45,75 87,25 87,25 | 157,25 |                         |        |          |
| 16        | Masayasu Sugitani Teruchiyo Takamiya Tadashi Fukushima Tsunekazu Takeda      | Japan          | Seraphina Alladin Anke Josephine                | 43,75 53,25 87,25 87,25 | 184,25 |                         |        |          |
| 17        | Ajtony Ákos Sándor Bognár László Móra Pál Széplaki                           | Ungern         | Özike Faklyas Betty Balvany                     | 12,00 87,25 DNS         | 186,50 |                         |        |          |